# José María Guerrero Medina
José María Guerrero Medina   (Jaén, 1942) és un pintor, dibuixant i gravador andalùs. De formació autodidacta, la seva carrera està vinculada, en les darreres dècades, a la Fundació Vila Casas. El 2020 residia a l'Empordà.
La seva obra esta formada per paisatges i la figura humana, incorporant denúncia social amb el tractament d'episodis històrics, com ara l'exili. Altres obres son la reinterpretació de pintors clàssics com Velázquez o el tractament del paisatge des d'una intenció més emocional que realista.
Destaquen les seves obres La cadira de la mort, dedicada a Puig Antich; Camí de l'exili, sobre la retirada republicana o el confinament a Argelers amb el díptic Platja d'Argelers. Ha versionat algunes obres de l'artista barroc Velázquez recuperant i recreant personatges secundaris dels seus quadres.